# Dipoena malkini
Dipoena malkini là một loài nhện trong họ Theridiidae.
Loài này thuộc chi Dipoena. Dipoena malkini được Herbert Walter Levi miêu tả năm 1953.